# Patrick Long
Patrick Long (ur. 28 lipca 1981 roku w Thousand Oaks) – amerykański kierowca wyścigowy.

## Kariera
Long rozpoczął karierę w międzynarodowych wyścigach samochodowych w 1999 roku od startów we Francuskiej Formule Renault Campus, gdzie stanął na najniższym stopniu podium klasyfikacji generalnej. W późniejszych latach Amerykanin pojawiał się także w stawce Festiwalu Formuły Ford, Brytyjskiej Formuły Ford, Europejskiego Pucharu Formuły Ford, Brytyjskiej Formuły Renault, Brytyjskiego Pucharu Porsche Carrera, American Le Mans Series, Porsche Supercup, Niemieckiego Pucharu Porsche Carrera, Grand American Rolex Series, Le Mans Endurance Series, 24-godzinnego wyścigu Le Mans, SCCA World Challenge, Grand-Am Cup GS, FIA GT Championship, RC MoonPie ASA Southeast Asphalt Tour, NASCAR ACDelco Super Late Models, ARCA Series, NASCAR Camping World Series West, K&N Pro Series East, FIA GT2 European Cup, V8 Supercars, NASCAR Nationwide Series, Le Mans Series, Pirelli World Challenge, Intercontinental Le Mans Cup, NASCAR Sprint Cup Series, FIA World Endurance Championship, 24h Nürburgring, European Le Mans Series, Liqui Moly Bathurst 12 Hour oraz United Sports Car Championship.

## Wyniki w 24h Le Mans
| Rok  | Zespół                                      | Partnerzy                         | Samochód            | Klasa   | Okr. | Poz. | Klasa Pos. |
| ---- | ------------------------------------------- | --------------------------------- | ------------------- | ------- | ---- | ---- | ---------- |
| 2004 | White Lightning Racing                      | Jörg Bergmeister Sascha Maassen   | Porsche 911 GT3-RS  | GT      | 327  | 10   | 1          |
| 2005 | Petersen Motorsports White Lightning Racing | Jörg Bergmeister Timo Bernhard    | Porsche 911 GT3-RSR | GT2     | 331  | 11   | 2          |
| 2006 | Flying Lizard Motorsports                   | Johannes van Overbeek Seth Neiman | Porsche 911 GT3-RSR | GT2     | 309  | 18   | 4          |
| 2007 | IMSA Performance Matmut                     | Raymond Narac Richard Lietz       | Porsche 997 GT3-RSR | GT2     | 320  | 15   | 1          |
| 2008 | IMSA Performance Matmut                     | Raymond Narac Richard Lietz       | Porsche 997 GT3-RSR | GT2     | 26   | NU   | NU         |
| 2009 | IMSA Performance Matmut                     | Raymond Narac Patrick Pilet       | Porsche 997 GT3-RSR | GT2     | 265  | NU   | NU         |
| 2010 | IMSA Performance Matmut                     | Raymond Narac Patrick Pilet       | Porsche 997 GT3-RSR | GT2     | 321  | 17   | 5          |
| 2011 | Flying Lizard Motorsports                   | Jörg Bergmeister Lucas Luhr       | Porsche 997 GT3-RSR | GTE Pro | 310  | 18   | 6          |
| 2012 | Flying Lizard Motorsports                   | Jörg Bergmeister Marco Holzer     | Porsche 997 GT3-RSR | GTE Pro | 114  | NU   | NU         |
| 2013 | Dempsey Racing Del Piero-Proton             | Patrick Dempsey Joe Foster        | Porsche 997 GT3-RSR | GTE Am  | 305  | 28   | 4          |
| 2014 | Dempsey Racing-Proton                       | Patrick Dempsey Joe Foster        | Porsche 911 RSR     | GTE Am  | 329  | 24   | 5          |
| 2015 | Dempsey-Proton Racing                       | Patrick Dempsey Marco Seefried    | Porsche 911 RSR     | GTE Am  | 330  | 22   | 2          |